# الکتورا
الکتورا (به لاتین: Alektora) یک منطقهٔ مسکونی در قبرس است که در ناحیه لیماسول واقع شده‌است.

## خصوصیات
الکتورا ۷۸ نفر جمعیت دارد.